# زیست‌وب
زیست‌وب (به انگلیسی: BioWeb) مفهوم شبکه‌ای از ابزارهای زیستی بر پایهٔ وب (مانند درختان، گیاهان و گل‌ها) است که اینترنت اشیا را به اینترنت جانداران زنده دستگاه‌های حسی طبیعی گسترش می‌دهد. دستگاه‌های زیست‌وب بینش‌هایی را دربارهٔ داده‌های زیست‌محیطی در زمان واقعی و بازخورد تغییرها در محیط ارائه می‌دهند. تنوع زیستی امروزی یک شبکه توری بوم‌شناختی غول‌پیکری از تبادل اطلاعات است و بشریت باید بتواند برای درک بهتر وضعیت بوم‌شناسی جهانی به منابعی دسترسی داشته باشد.

## فناوری
فناوری‌های اطلاعاتی زیست‌وب از حوزه‌های بین‌رشته‌ای زیست‌فناوری و نانوفناوری پدید می‌آیند. دستگاه‌های خواندن سیستم‌های بوم‌شناختی فردی می‌توانند فرستنده‌های بی‌سیمی باشند که در ساختار هماهنگ دانه‌ها یا گره‌های شبکه گنجانده‌شده خارجی با قابلیت خواندن اطلاعات و انتقال بی‌سیم اطلاعات به اینترنت (یا شبکه) باشند.